# Halfkanton
Halfkanton is de informele, maar nog gangbare benaming, van zes Zwitserse kantons. Een halfkanton is vertegenwoordigd met één zetel in de Kantonsraad, terwijl een kanton met twee zetels is vertegenwoordigd.
De zes halfkantons zijn:
- Obwalden (OW) en Nidwalden (NW), die gezamenlijk het kanton Unterwalden vormden;
- Basel-Stadt (BS) en Basel-Landschaft (BL), die gezamenlijk het kanton Bazel vormden;
- Appenzell Innerrhoden (AI) en Appenzell Ausserrhoden (AR), die gezamenlijk het kanton Appenzell vormden.

In de Bondsgrondwet van 1999 wordt het begrip halfkanton niet meer gebruikt. Artikel 12, lid 4 spreekt van kantons met "elk een halve stem in de Standen". Voorheen telde Zwitserland 23 kantons, volgens de Bondsgrondwet van 1999 zijn het er 26.
De halfkantons Ob- en Nidwalden bestaan sinds de stichting van het kanton Unterwalden. De halfkantons Appenzell Innerrhoden en Appenzell Ausserrhoden ontstonden in 1597. In dat jaar werd het kanton Appenzell verdeeld in een rooms-katholiek deel, Appenzell Innerrhoden en een protestants deel, Appenzell Ausserrhoden. In 1833 werd het kanton Bazel opgedeeld in een progressief-liberaal halfkanton Basel-Landschaft en een conservatief-liberaal halfkanton Bazel-Stad.
In 1831 scheidde Ausserschwyz zich af van het kanton Schwyz. Het restant van het kanton werd Innerschwyz genoemd. De Tagsatzung (federale regering) weigerde deze splitsing te erkennen, die daarom ongedaan gemaakt werd.

Wapen van Bazel
Wapen van Bazel-Stadt
Wapen van Bazel-Landschaft
Wapen van Unterwalden
Wapen van Obwalden
Wapen van Nidwalden
Wapen van Appenzell Innerrhoden
Wapen van Appenzell Ausserrhoden